# تيل تون
تيل تون (بالإنجليزية: Teletoon) هي شركة رسوم متحركة كندية تعمل مع عدة شركات مثل كرتون نتورك حليفتها الأكبر ووارنر بروس ونكلوديون وروفيو التي تقوم بتطوير سلسلة ألعاب الطيور الغاضبة
ولديها أكثر من مائة مسلسل رسوم متحركة

## بعض مسلسلات شركة تيل تون
روكيت مونكيز مع شركة نكلوديون
الطيور الغاضبة (مسلسل 2013) مع شركة روفيو
عرض توم وجيري (مسلسل 2014) مع كرتون نتورك
سونيك بوم (مسلسل 2014) مع كرتون نتورك